# Circulus stephani
Circulus stephani is een slakkensoort uit de familie van de Tornidae. De wetenschappelijke naam van de soort is voor het eerst geldig gepubliceerd in 2002 door Rolán & Ryall.
De soort komt voor aan de kusten van west-Afrika (Ivoorkust, Ghana).